# سید حسن حکیم
سیدحسن‌حکیم، روستایی از توابع بخش مرکزی شهرستان آبادان در استان خوزستان ایران است.

## جمعیت
این روستا در دهستان شلاهی قرار دارد و براساس سرشماری مرکز آمار ایران در سال ۱۳۹۵، جمعیت آن ۱،۴۳۳ نفر (۳۹۱ خانوار) بوده‌است.